# Тёрнер, Дэвид (гребец)
Дэвид Линдсей «Дэйв» Тёрнер (англ. David Lindsay "Dave" Turner, 23 сентября 1923, Окленд, штат Калифорния, США — 26 июня 2015, Джэксонвилл, штат Флорида, США) — американский гребец, чемпион летних Олимпийских игр в Лондоне (1948).

## Биография
На летних Олимпийских играх в Лондоне (1948) стал обладателем золотой медали в составе «восьмерки», сформированной на базе гребного клуба California Golden Bears из американского Беркли, которая дважды проигрывала на первенстве Соединенных Штатов. В 1949 г. на лодке Cal Qui закончил профессиональные выступления победой в регате Межвузовской гребной ассоциации (IRA Regatta).
Затем был кадровым офицером и пилотом ВМС США, уйдя в отставку в 1969 г. в звании лейтенанта после участия во Второй мировой, корейской и вьетнамской войнах. Уволившись с войной службы, перешёл на работу пилотом в Национальное управление океанических и атмосферных исследований. В 1993 г. вышел на пенсию.
Его брат Иэн также стал олимпийским чемпионом в составе той же «восьмерки».